# Kap Johnson
Das Kap Johnson ist ein vereistes Kap an der Borchgrevink-Küste des ostantarktischen Viktorialands. Es liegt auf der Ostseite der Mündung des Tinker-Gletschers in die Wood Bay, deren nördliche Begrenzung das Kap darstellt. Dem Kap 3 km ostsüdöstlich vorgelagert liegt Kay Island.
Der britische Polarforscher James Clark Ross entdeckte es 1841 bei seiner Antarktisexpedition (1839–1843). Ross benannte das Kap nach Kapitän Edward John Johnson (1794–1853) von der Royal Navy, einem Mitglied des Magnetic Compass Committee.